# Charles S. Johnson

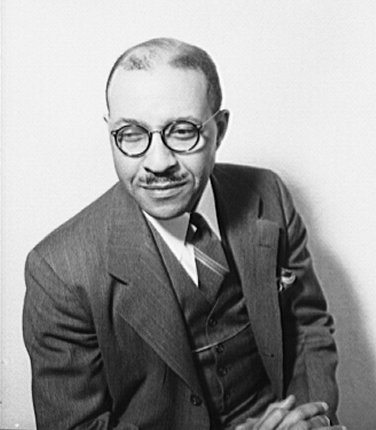
Charles S. Johnson (um 1940)

Charles Spurgeon Johnson (* 24. Juli 1893 in Bristol, Virginia; † 27. Oktober 1956 in Louisville, Kentucky) war einer der führenden schwarzen US-amerikanischen Soziologen, der sich insbesondere mit der Situation der Afroamerikaner in der amerikanischen Gesellschaft beschäftigte.

## Biografie
Nach dem Besuch der Wayland Academy und seinem BA von der Virginia State University in Richmond, studierte er Soziologie bei Robert E. Park an der University of Chicago, wo er 1917 einen Doktortitel Philosophiae Doctor (Ph.D.) erwarb.
Aufgrund der Rassenunruhen in Chicago im Sommer 1917 wurde seine Forschung schließlich The Negro in Chicago, über die Ursache der städtischen Unruhen und deren Folgen, die erste von zahlreichen veröffentlichten Studien des 20. Jahrhunderts. Diese hochgelobte Studie hat im Jahr 1921 dazu geführt, dass Dr. Johnson zum Forschungsdirektor der  „National Urban League“ gewählt wurde.
1921 wurde er Forschungsdirektor der Urban League, die 1910 als Committee on Urban Conditions Among Negroes gegründet wurde und als eine der ältesten afroamerikanischen Bürgerrechtsbewegungen der USA gilt. Johnsons lebenslanges Engagement für die Bürgerrechte seiner Minderheit wurde allerdings von Gegnern wie W.E.B. Du Bois und E. Franklin Frazier als zu vorsichtig und konservativ kritisiert.
Neben seiner bis zu seinem Tod ausgeübten Tätigkeit bei der Urban League wurde er 1928 zum Professor an die Fisk University in Nashville des neu gegründeten Institut für Sozialwissenschaften berufen. Der Lehrstuhl wurde von der Laura Spelman Rockefeller Memorial finanziert. Mit den finanziellen Mitteln des Julius Rosenwald Fund gründete Johnson mit dem Fisk Institute of Race Relations, den ersten „Think Tank“ in einer überwiegend schwarzen Institution. Nach fast zwanzigjähriger Lehrtätigkeit wurde er 1946 Präsident der Fisk University und bekleidete diese Position bis zu seinem Tod 1956.
1929 berichteten amerikanische Missionare, dass in Liberia staatliche Stellen ein System eingerichtet hätten, das  praktisch Sklaverei bedeuten würde. Soldaten zwangen Dorfbewohner gewaltsam auf der Insel Fernando Po Zwangsarbeit auszuführen.
Die liberianische Regierung bestritt dies und erlaubte einer Kommission des Völkerbundes, den Vorfall zu untersuchen.
Cuthbert Christy war Leiter dieser Kommission und Charles S. Johnson war Vertreter der USA in dieser Kommission.
Johnson beschäftigte sich bei seinen Forschungen insbesondere mit der Situation afroamerikanischer Bevölkerungsschichten in den USA und veröffentlichte mit The Negro in Chicago 1922 seine ersten Untersuchungsergebnisse über die mögliche Ursache der Rassenunruhen. Johnson lobte die Beseitigung der rassistischen Schranken in verschiedenen Bereichen der Gesellschaft, aber er, wie viele afroamerikanischer Politiker, war besonders interessiert an der Beendigung Segregation in den Schulen.
In den späten 1940er Jahren  brachte ihm seine Leistungen in den Bereichen Bildung und Bürgerrechte schließlich die Anerkennung aus verschiedenen nationalen und internationalen Organisationen. Er war einer von zehn US-Delegierten bei der UNESCO (1946–1947), Mitglied des Board of Foreign Fulbright Stipendien (1947–1954) und ein Delegierter zur Vollversammlung des Ökumenischen Rates der Kirchen (1948). Er beriet auch drei amerikanischen Präsidenten im Bildungs- und Bürgerrechte-Fragen.
Am 27. Oktober 1956 starb Johnson plötzlich an einem Herzinfarkt. Die Führer der Welt trauerten um seinem Tod und hoben seine wichtige Rolle in der Bürgerrechtsbewegung hervor.
Sein Enkel Jeh Johnson wurde 2013 Minister für Innere Sicherheit der Vereinigten Staaten.

## Veröffentlichungen
- The Negro in Chicago. By the Chicago Commission on Race Relations. The University of Chicago Press, 1922
- The Negro in American Civilization (1930)
- Negro housing; report of the Committee on Negro Housing.  Nannie H. Burroughs, chairman; Prepared for the Committee by Charles S. Johnson. Edited by John M. Gries and James Ford. The President’s Conference on home building and home ownership, Washington D.C. 1932
- Shadow of the Plantation (1934)[2]
- The Negro College Graduate (1936),
- Growing Up in the Black Belt (1941)
- Patterns of Negro Segregation (1943)
- Into the main stream, a survey of best practices in race relations in the South. The University of North Carolina Press (1947).